# Ataque na Universidade Estadual de Ohio em 2016
Em 28 de Novembro, um refugiado somaliano, Abdul Razak Ali Artan, deliberadamente atropelou pessoas com seu carro e, em seguida, esfaqueou pessoas na Universidade Estadual de Ohio (OSU)'s Watts Hall, em Columbus, Ohio. O refugiado Abdul Razak Ali Artan, foi baleado e morto pelos primeiros policias da OSU a responderem, treze pessoas foram hospitalizadas por ferimentos.
As autoridades começaram a investigar a possibilidade de o ataque ser um ato de terrorismo. No dia seguinte, os policiais afirmaram que Artan foi inspirado por uma propaganda terrorista do Estado Islâmico do Iraque e do Levante (ISIL) e clérigo islâmico radical Anwar al-Awlaki. O Estado islâmico divulgou um comunicado afirmando a responsabilidade pelo ataque, embora não haja nenhuma prova de contato direto entre o grupo e Artan.

## Contexto
Houve altas preocupações federais encarregados da aplicação da lei sobre o ataque de carro e esfaqueamento que estão sendo incentivados por propaganda extremista online, devido à relativa facilidade de cometê-los comparada a bombardeios; ambos os métodos "agora são estabelecidas formas de agressão inspirado por" ISIL. Nas últimas semanas,o ISIL estava incitando seus seguidores para copiar o ataque com veículo em Nice, France, que matou 86 pessoas.
No início do ano, em fevereiro, um homem atacou os clientes de um restaurante israelense na cidade de Columbus, ferindo quatro antes de ser baleado e morto por policiais. Cerca de sete meses depois, esfaqueamento em massa ocorreu no Crossroads Center shopping mall em St. Cloud, Minnesota. Durante o ataque, um refugiado somaliano esfaqueou e feriu cerca de uma dúzia de pessoas, antes de também ser fatalmente baleado pela polícia. Ambos os incidentes estão sendo investigados como possíveis atos de terrorismo.
Na semana anterior ao ataque, o invasor, Abdul Razak Ali Artan, viajou para Washington, D.C., e comprou lá uma faca em um Home Depot. Um dia antes do ataque, Artan comprou uma segunda faca em um Walmart em Columbus. Os pesquisadores ainda não determinaram se qulaquer uma das facas foram usadas no ataque, mas suspeitaram particularmente o fato de Artan viajar para a capital dos EUA, a cerca de 400 milhas (640 km) a partir de Columbus de carro, para comprar uma faca.

### Vítimas
Um total de treze pessoas ficaram feridas no ataque. Onze deles foram feridas diretamente pelo invasor; a maioria deles foram atingidos pelo veículo, no mínimo dois sofreram ferimentos de facadas, e uma vítima teve fratura do crânio. Uma décima segunda pessoa levou um tiro no pé por um disparo pelo policial que matou o agressor, enquanto que a décima terceira pessoa foi tratada para não especificado lesões. As vítimas incluíram nove alunos, um membro do corpo docente, e um trabalhador da universidade e outros dois sem especificações. Todas as suas identidades foram liberadas até 30 de novembro.
| Nome                   | Idade | Cidade natal               | Informações                                                         |
| ---------------------- | ----- | -------------------------- | ------------------------------------------------------------------- |
| William Clark          | 68    | Desconhecido               | Professor emérito de engenharia, atingido pelo veículo              |
| Marc Coons             | 29    | Columbus, Ohio             | Estudante, sofreu ferimentos moderados                              |
| Anthony DiCocco        | 21    | Dublin, Ohio, Eua          | Estudante, sofreu ferimentos moderados                              |
| Theron Ellinger        | 48    | Desconhecido               | Oficial de tráfego da univesidade sofreu lesões desconhecidas       |
| Kaylee Hoffner         | 22    | Batavia, Illinois          | Estudante, atingido pelo veículo                                    |
| Anderson Payne         | 28    | Galloway, Ohio             | Estudante, sofreu ferimentos moderados                              |
| Linda Rager            | 20    | Katy, Texas                | Estudante, sofreu uma pequena lesão                                 |
| Katherine Schultz      | 19    | South Park, Na Pensilvânia | Estudante, sofreu ferimentos moderados a partir de uma bala perdida |
| Pavel Sergeev          | 23    | Rússia                     | Estudante, sofreu ferimentos moderados                              |
| Kerri Strausbaugh      | 27    | Columbus, Ohio             | Sofreu uma lesão moderada                                           |
| Elisabeth Sturges      | 20    | Amherst, Ohio              | Estudante, sofreu uma pequena lesão                                 |
| Kristopher L. Waninger | 21    | Dublin, Ohio, Eua          | Estudante, sofreu uma pequena lesão                                 |
| Max Wieneke            | 21    | Berea, Ohio                | Sofreu uma pequena lesão                                            |

### Resposta de emergência

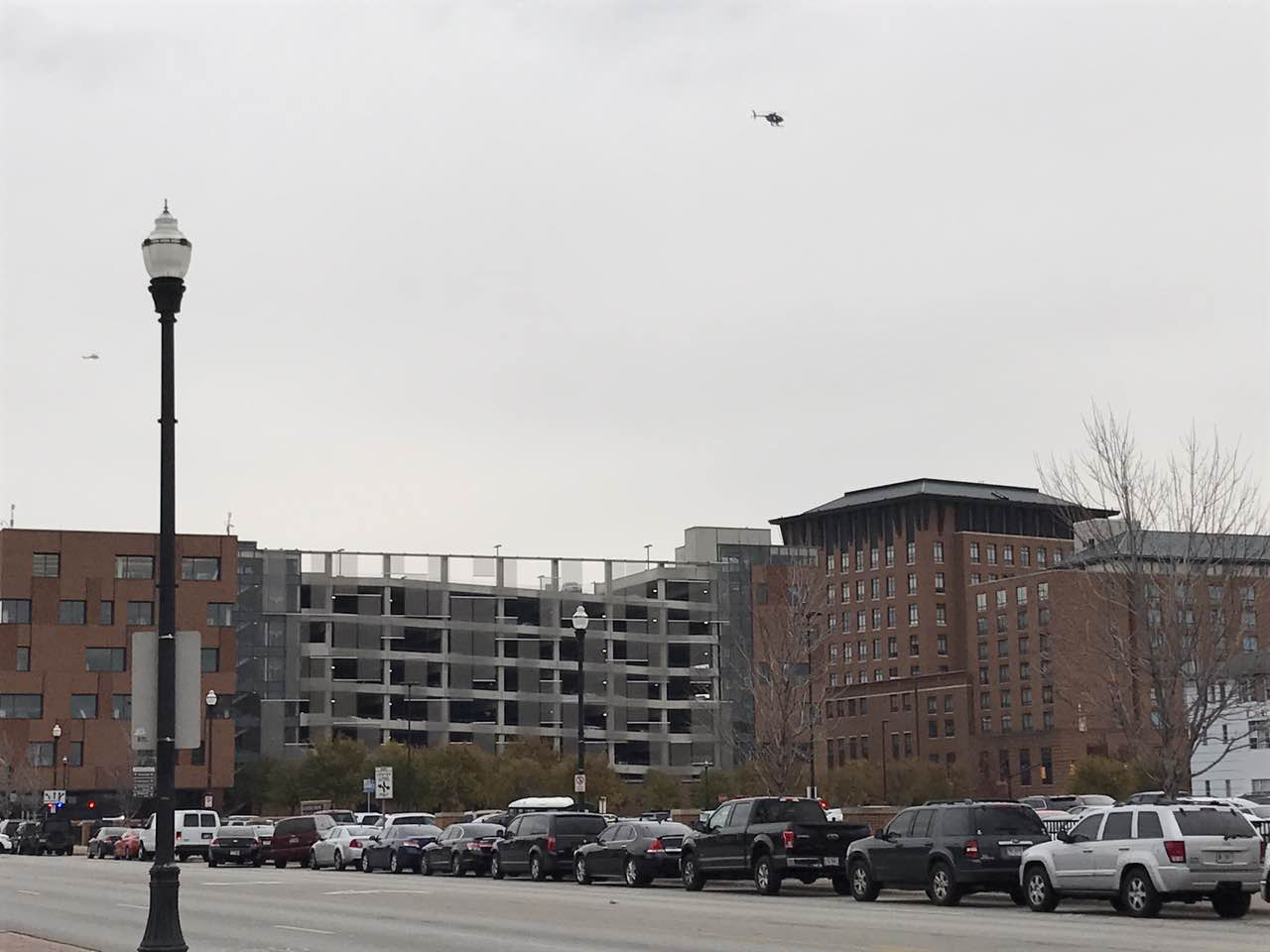
Helicópteros circulando sobre a garagem Lane Ave

Onze feridos foram atendidos em hospitais da área. Oito deles foram enviados para a OSU Wexner Medical Center, Conceder Medical Center, e Riverside Hospital Metodista. Nenhum dos ferimentos foram considerados risco à vida. Quatro permaneceram internadas no dia seguinte.